# Tetragnatha quasimodo
Tetragnatha quasimodo är en spindelart som beskrevs av Gillespie 1992. Tetragnatha quasimodo ingår i släktet sträckkäkspindlar, och familjen käkspindlar. Inga underarter finns listade i Catalogue of Life.